# Pardirallus
Pardirallus là một chi chim trong họ Rallidae.